# مادمان إنترتنمنت
مادمان إنترتنمت (بالإنجليزية: Madman Entertainment)‏ ، هي شركة أسترالية ودار نشر دولية لترجمة المجلات المصورة ودبلجة الرسوم المتحركة التي تأتي من اليابان إلى اللغة الإنجليزية، وتقع مقرها في مدينة فيكتوريا الأسترالية.

## وصلة خارجية
- الموقع الرسمي
- AnimeLab website
- Madman Entertainment New Zealand home page
- Paul Kelly the movie
- مادمان إنترتنمنت على موقع IMDb (الإنجليزية)
- مادمان إنترتنمنت على موقع ANN company (الإنجليزية)